# Håbefulde Unge Forfattere
Håbefulde Unge Forfattere (HUF) er en dansk forening, der arbejder for at hjælpe og støtte unge med forfatterdrømme. Det er en landsdækkende forening, og alle under 35 år kan melde sig ind, så længe de betaler kontingent.

## Formål og historie
HUF blev oprindeligt dannet i 2003 af Line Lybecker, Nicole Boyle Rødtnes, Bjarke Schjødt Larsen og Rasmus Østergaard Pedersen. Formålet var – og er den dag i dag – at række ud til andre unge landet over og inspirere og støtte dem i deres proces mod at blive bedre forfattere. Foreningen er siden oprettelsen vokset til over 100 medlemmer.
HUF's aktiviteter er centreret omkring Facebook-siden for medlemmer og deres hjemmesiden. Her kan medlemmer kommentere hinandens tekster, oprette eller melde sig ind i skrivegrupper og diskutere alverdens litterære og ikke-litterære problemstillinger.
Medlemmer har også mulighed for at deltage i konkurrencer, caféarrangementer, skriveferier, fester samt et årligt skrivekursus med professionelle undervisere og oplægsholdere.

## Udgivelser
Foreningen udgiver bladet Skrivelyst, som trykkes en gang årligt. Dette blad indeholder artikler af litterær karakter, fx gode råd til skriveprocessen, interview med forfattere og oplysninger om litterære arrangementer både i og udenfor foreningen.
HUF udgiver også samlinger med medlemmernes tekster. Det blev i 2004 til digt- og novellesamlingen Stjerneskud, mens der i 2005 blev der trykt tolv børnebøger. I 2009 udkom HUF's første store tekstsamling; en gyserantologi for unge, med noveller skrevet af foreningens egne medlemmer. Foreningen har også udgivet: På Kanten 2011, Skybrud 2014 og Glimt fra tiden der var os 2017.

## Ekstern henvisning
- Officiel hjemmeside
- HUFs skrivekursus Arkiveret 8. marts 2016 hos  Wayback Machine
- HUFs undervisningsafdeling Arkiveret 27. december 2010 hos  Wayback Machine
- HUF - Håbefulde Unge Forfattere i Det Centrale Virksomhedsregister (CVR)